# Raven-Symoné (álbum)
Raven-Symoné es el cuarto álbum de estudio de la cantante y actriz estadounidense Raven-Symoné, este fue su último álbum con la disquera Hollywood Records.

## Información

### Antecedentes
El álbum fue lanzado el 29 de abril de 2008 en los Estados Unidos, debutando en el Billboard 200 en la posición #159, con 4,400 copias vendidas en su primera semana. El álbum vendió más de 150,000 ejemplares en Estados Unidos y más de 535,000 en el mundo.

### Producción
Raven-Symoné comenzó a trabajar en su cuarto álbum de estudio en el verano del 2006. A principios de ese año, Raven fue entrevistada por la revista Life Story:

... Voy a ser la grabación de mi próximo CD después de volver de España..."
Raven

El 19 de abril de 2007, el cantante Mario Barret fue entrevistado por la revista Billboard y dijo que él y su equipo de producción "Knightwritaz", recientemente habían trabajado con Raven.
En noviembre de 2007, Hollywood Records publicó una declaración de que el nuevo álbum podría llevar su nombre, es decir, el de Raven-Symoné, y que la promoción para el álbum iniciaría en enero de 2008, y estar a la venta en abril del mismo año. El 29 de enero de 2008, el sitio oficial de Raven, "Raven-Symoné Presents", anunció que su cuarto álbum sería lanzado en abril de 2008. Asimismo, declaró el 30 de enero de 2008 ella estuvo haciendo el video del sencillo "Double Dutch Bus". Más tarde, se anunció que el álbum sería llevado de vuelta a la semana el 29 de abril, debido a su calendario de promoción de su película College Road Trip.
El 6 de febrero de 2008, Hollywood Records anunció a través de MySpace:

Raven lanzará su cuarto álbum el 22 de abril. El nuevo álbum tendrá "In The Pictures", que debutará en MySpace en marzo de 2008
Hollywood Records

En marzo del mismo año, Raven dijo a la revista Cosmogirl:

La música tiene el mismo tipo de mensaje, como mi último álbum - que es muy seguro de sí mismo y respetuoso. Pero hay más R&B que la última vez. Hay este muy "chasquea tus dedos", el himno de capucha "hace su paso" llamado "Girl Get It". He sido Disney durante mucho tiempo, no sé si puedo hacer esta canción. Los productores parecieron como "¡Pero eres de Atlanta!"
Raven

Raven dijo a Blackfilm.com:

Raven-Symoné es un álbum de fiesta. Sólo hay 2 canciones lentas, pero no deja de ser enérgico. Es algo que puedes poner cuando estás limpiando la casa o si estás a punto de salir a una fiesta, o es necesario para que te despiertes para ir a la escuela. Será divertido para llevar a cabo. Me voy de gira pronto. Me tomó tres años para hacer otro disco porque no tomé un descanso. Estuve de gira por dos años cuando salió el último.
Raven

Raven trabajó con notables productores, como: The Clutch (Chris Brown, Toni Braxton, Britney Spears, Keri Hilson, Timbaland, Ciara), Sean Garrett (Destiny's Child, Beyoncé, Nelly, Fergie, Britney Spears), Knightwritaz (Jennifer López), Kwamé (Jesse McCartney, The Pussycat Dolls, Christina Aguilera, Will Smith), Eric Hudson (Mary J. Blige, John Legend, Ne-Yo) y The JAM (Leona Lewis). Colaboró con Sean Garrett por primera vez, y él aparece en 2 canciones del álbum, "What Are You Gonna Do?" y "Stupid".

### Promoción

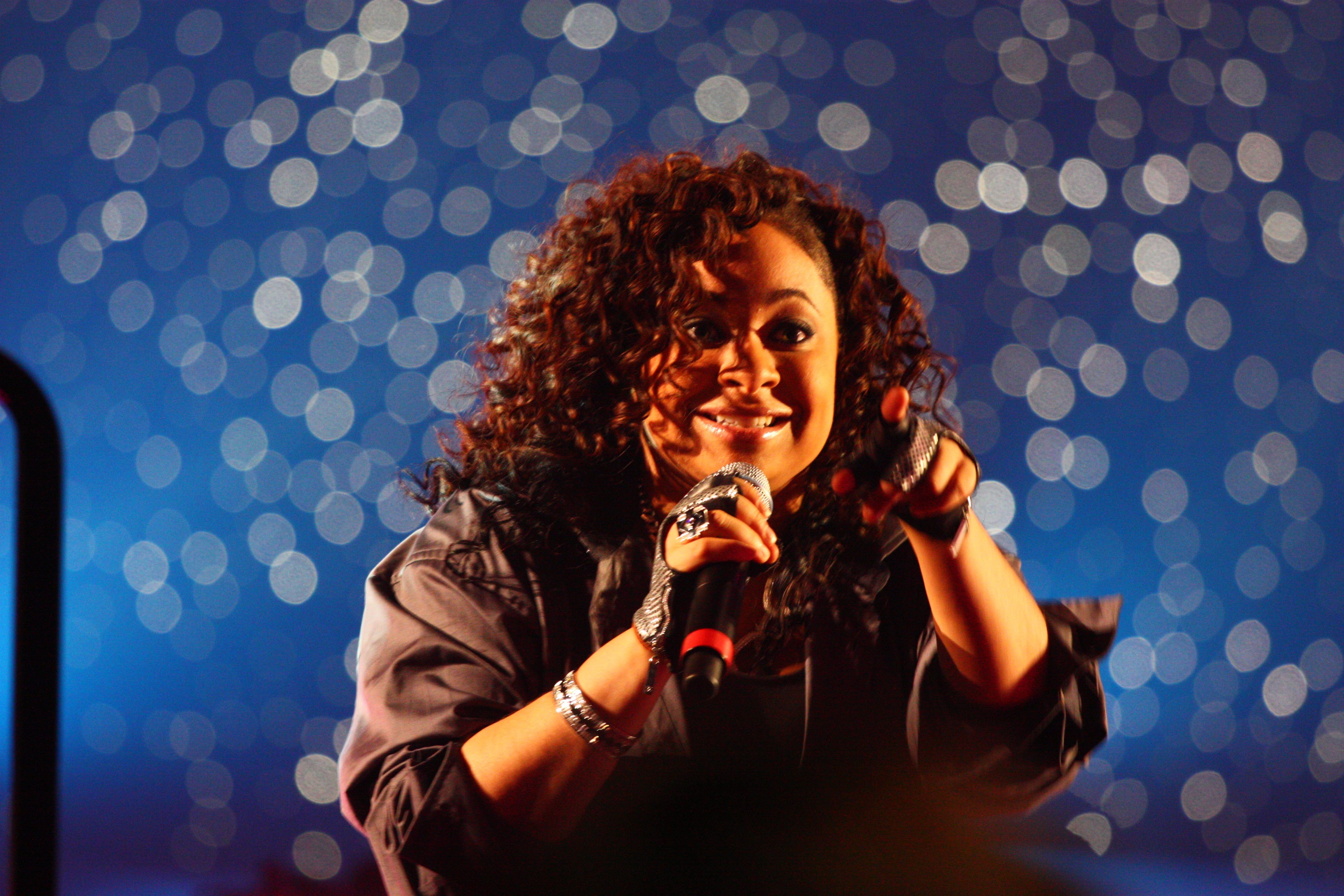
Raven en Progressive Skating and Gymnastics Spectacular.

Disney Channel hizo una breve serie, "Raven-Symoné For Real", hablando de las nuevas canciones y videos. Se mostró entrevistas con ella, donde habló sobre las nuevas canciones y cuáles son sus favoritas, etc. Las series cortas no salieron al aire a menudo, y sólo 2 episodios nunca fueron producidos.
Raven apareció en The Today Show, Good Day New York, y otras noticias locales y programas de entrevistas por la mañana para promover el álbum. También apareció en Wrestlemania XXIV, la introducción de algunos niños que estaban allí como parte de "Make A Wish", pero el locutor mencionó su álbum.
En el 2009, Raven apareció en Progressive Skating and Gymnastics Spectacular, como parte de la promoción de su álbum.

#### Sencillos
- "Double Dutch Bus", concentrado en su película College Road Trip, fue el primer sencillo para promocionar el álbum. Fue lanzado en las radios el 9 de febrero de 2008 y digitalmente el 4 de marzo del mismo año.
- "Anti-Love Song" fue el segundo sencillo a promocionar. Fue lanzado oficialmente el 27 de marzo de 2009.[21][22][23]

Otras canciones
Hollywood Records abrió un Myspace oficial de Raven, donde había algunas canciones del álbum. Se dijo que fue una manera de promover el álbum y tuvo una nueva canción cada semana previa al lanzamiento del álbum.
1. "Green"
2. "Double Dutch Bus"
3. "In The Pictures"
4. "Girl Get It"

#### Raven-Symoné: Live in Concert Tour
Raven estuvo en la planificación del tour The Pajama Party Tour para promover el álbum. La gira se pospuso debido a un desacuerdo entre AEG Live y la disquera Hollywood Records. Más tarde, fue relanzada en el verano del 2008 como una adición a Radio Disney Summer Concert Series, titulada Raven-Symoné: Live in Concert Tour, la cual concluyó en el 2009.

### Críticas
El primer álbum de Raven-Symoné, en este lanzamiento se encuentra a la popular estrella (That's So Raven, The Cheetah Girls) con una adición con más influencia de R&B con su sonido pop de Disney afinado. Mientras que la cantante y actriz de Atlanta de raza (nacida Raven-Symoné Christina Pearman) todavía luce un enfoque accesible, su borde recién se revela en el tono Janet Jackson, "That Girl", y el divertido "Double Dutch Bus".
Eric Schneider (Allmusic)

Raven-Symoné está creciendo (tiene 22 años), y su cuarto álbum homónimo, Raven-Symoné, demuestra que se está convirtiendo en una fuerza a ser reconocida. Sus 13 pistas son optimistas, con productores de glamur como Sean Garrett (Fergie, Beyonce), The JAM (Leona Lewis), y The Clutch (Timbaland).

Este álbum será una grata sorpresa para los oyentes. Raven-Symoné ha mostrado un verdadero talento vocal y versatilidad, grandes arreglos musicales, y una chica uumph! Ella es engendrada de Disney, y el álbum es seguro para todos los oídos, pero ella puso un poco más de escándalo en él esta vez. Este álbum trajo algunos productores pesados para hacer la música más competitiva en toda la industria, y no sólo en la audiencia Disney. El álbum es divertido, decidido y confiado con el club de golpes para bailar y mover su cabeza como "In Your Skin", "Green", "That Girl" y "Girl Get It". "In The Pictires" es más pop R&B con un poco de guitarra acústica y "Hollywood Life" es una dulce y triste balada. Raven dice las cosas como son, y la amamos aún más por ello cuando ella lo dice así.
Jessica Dawson (CSM)

## Canciones
| N.º   | Título                   | Escritor(es)                                                                                | Productor(es)                | Duración |  |
| 1.    | «That Girl»              | Kwamé Holland, Chasity Nwagbara                                                             | Kwamé                        | 3:48     |  |
| 2.    | «Anti-Love Song»         | Mario Barrett, Warren O. Felder, Frankie Storm                                              | Oak                          | 3:41     |  |
| 3.    | «In The Pictures»        | Eric Hudson, Frankie Storm                                                                  | Eric Hudson                  | 4:07     |  |
| 4.    | «What Are You Gonna Do?» | Sean Garrett, Walter Scott                                                                  | Sean Garrett, Great Scott    | 3:07     |  |
| 5.    | «Green»                  | Kwamé Holland, Chasity Nwagbara                                                             | Kwamé                        | 3:49     |  |
| 6.    | «Love Me Or Leave Me»    | Warren O. Felder, Marsha Ambrosius                                                          | Oak                          | 3:23     |  |
| 7.    | «In Your Skin»           | Warren O. Felder, Frankie Storm                                                             | Oak                          | 3:24     |  |
| 8.    | «Stupid»                 | Sean Garrett, Ray Oglesby                                                                   | Sean Garrett, Clubba Langg   | 3:16     |  |
| 9.    | «Girl Get It»            | Sean Garrett, Ray Oglesby                                                                   | Sean Garrett, Clubba Langg   | 3:43     |  |
| 10.   | «Keep A Friend»          | Patrick Smith, Ezekiel Lewis, Balewa Muhammad, Candice Nelson, Jordan Suecof, Darhyl Camper | The Clutch, Full Scale       | 2:38     |  |
| 11.   | «Shorts Like Me»         | Sean Garrett, Elvis Williams                                                                | Sean Garrett, Elvis Williams | 3:23     |  |
| 12.   | «Hollywood Life»         | Michael Mani, Jordan Omley, Nikki Flores                                                    | The JAM                      | 3:52     |  |
| 13.   | «Double Dutch Bus»       | Bill Bloom, Frankie Smith                                                                   | The Clutch, Bill Jabr        | 3:02     |  |
| 45:13 |                          |                                                                                             |                              |          |  |

| Edición Internacional |                |                                                                        |               |          |  |
| N.º                   | Título         | Escritor(es)                                                           | Productor(es) | Duración |  |
| 14.                   | «Face To Face» | Scott MacFarland Carter, Damon Hayes, Warren O. Felder, Dabney Tawanna | Oak           | 3:40     |  |
| 48:53                 |                |                                                                        |               |          |  |

### EPs
En diciembre de 2008 y en junio de 2009, se lanzaron en iTunes Store los EPs Secrets y Thick Girls, Big Girls en iTunes Store, respectivamente. Estos contienen la canción "Face To Face", más canciones no lanzadas en el álbum.

## Detalles

### Ventas, posiciones y certificaciones
| Chart (2008-2009)                   | Posición | Ventas  | Cert. | Referencias                                      |
| ----------------------------------- | -------- | ------- | ----- | ------------------------------------------------ |
| Japan Oricon Charts                 | 89       | 22,000  | —     | [ 37 ] [ 38 ]                                    |
| UK Albums Chart                     | 198      | 16,000  | —     | [ 39 ] [ 40 ]                                    |
| Francia Albums Chart                | 2        | 302,000 |       | [ 6 ] [ 41 ]                                     |
| U.S. Billboard 200                  | 159      | 150,000 | —     | [ 10 ] [ 42 ] [ 43 ] [ 44 ] [ 45 ] [ 46 ] [ 47 ] |
| U.S. Billboard Comprehensive Albums | 186      | 150,000 | —     | [ 10 ] [ 42 ] [ 43 ] [ 44 ] [ 45 ] [ 46 ] [ 47 ] |
| iTunes USA Top 100 Albums           | 91       | 150,000 | —     | [ 10 ] [ 42 ] [ 43 ] [ 44 ] [ 45 ] [ 46 ] [ 47 ] |
| iTunes USA Pop Albums               | 21       | 150,000 | —     | [ 10 ] [ 42 ] [ 43 ] [ 44 ] [ 45 ] [ 46 ] [ 47 ] |
| iTunes USA R&B/Soul Albums          | 5        | 150,000 | —     | [ 10 ] [ 42 ] [ 43 ] [ 44 ] [ 45 ] [ 46 ] [ 47 ] |
| Amazon Top 100 Albums               | 33       | 150,000 | —     | [ 10 ] [ 42 ] [ 43 ] [ 44 ] [ 45 ] [ 46 ] [ 47 ] |
| Amazon Top R&B Albums               | 31       | 150,000 | —     | [ 10 ] [ 42 ] [ 43 ] [ 44 ] [ 45 ] [ 46 ] [ 47 ] |
| Barnes & Noble Albums               | 161      | 150,000 | —     | [ 10 ] [ 42 ] [ 43 ] [ 44 ] [ 45 ] [ 46 ] [ 47 ] |
| Mundo                               | Mundo    | 535,000 | —     | [ 10 ] [ 11 ]                                    |

### Lanzamientos
| Región          | Fecha                  | Discográfica          |
| --------------- | ---------------------- | --------------------- |
| Eslovaquia      | 23 de abril de 2008    | Universal Music Group |
| Estados Unidos. | 29 de abril de 2008    | Hollywood             |
| Canadá          | 29 de abril de 2008    | Universal Music Group |
| Japón           | 10 de mayo de 2008     | Hollywood             |
| Hong Kong       | 13 de mayo de 2008     | Hollywood             |
| Europa          | 21 de mayo de 2008     | Hollywood             |
| Taiwán          | 30 de mayo de 2008     | Gold Typhoon Music    |
| Australia       | 28 de julio de 2008    | EMI                   |
| Italia          | 7 de noviembre de 2008 | Hollywood             |

## Premios y nominaciones
Teen Music International Brazil
| Año  | Estatus | Categoría                               | Trabajo          | Referencias          |
| ---- | ------- | --------------------------------------- | ---------------- | -------------------- |
| 2009 | Ganó    | Álbum del año                           | Raven-Symoné     | [ 56 ] [ 57 ] [ 58 ] |
| 2009 | Ganó    | Mejor álbum de R&B                      | Raven-Symoné     | [ 56 ] [ 57 ] [ 58 ] |
| 2009 | Ganó    | Mejor vocal de Pop femenina             | Anti-Love Song   | [ 56 ] [ 57 ] [ 58 ] |
| 2009 | Ganó    | Mejor vocal de R&B femenina             | Girl Get It      | [ 56 ] [ 57 ] [ 58 ] |
| 2009 | Ganó    | Mejor vocal de Pop/Dance femenina       | Double Dutch Bus | [ 56 ] [ 57 ] [ 58 ] |
| 2009 | Ganó    | Mejor interpretación Urbana/Alternativa | Keep A Friend    | [ 56 ] [ 57 ] [ 58 ] |

## Créditos y personal
- A&R: Allison Hamamura, Kahbran White.
- Coordinación A&R: Christi Parker.
- Compositores: Eric Hudson, Elvis Williams, Sean Garrett, Walter Scott, Marsha Ambrosius, William Bloom, Nikki Flores, Michael Mani, Balewa Muhammad, Candice Nelson, Chasity Nwagbara, Jordan Omley, Frankie Storm.
- Productores: The Clutch, Sean Garrett, Oak, Kwamé, Eric Hudson, The JAM, Full Scale, Clubba Langg, Elvis Williams, Bill Jabr, Great Scott.
- Productores ejecutivos: Allison Hamamura.
- Mezclas: Dave Hyman, John Fry, Jaycen Joshua, Glen Marchese, Dave Pensado, Brian Stanley.
- Masterización: Stephen Marcussen.
- Ingenieros: Dave Hyman, The JAM, Walter R. Brooks Jr., Ralph Cacciurri, Vernon Mungo, James Murray, Miles Walker.
- Programación: The Clutch.
- Músicos: Eric Hudson, Elvis Williams, Walter Scott, The JAM, Raymond Oglesby.
- Guitarra: Curtis Hudson.
- Vocales: The JAM, Raven-Symoné, Sean Garrett.
- Director artístico: Gravillis Inc.
- Diseño: Gravillis Inc.
- Mánager: Jared Paul, Janelle López.
- Agente de talentos: Steve Levine.
- Publicidad: Allison Elbl.
- Fotografía: Sheryl Nields.
- Vestuario: Shiffy Kagan.
- Peinado: Jasmin Braud.
- Maquillaje: Angie Alvarado.[5][59]